# أنطونيو لوزادا جونيور
أنطونيو لوزادا جونيور (بالإسبانية: Antonio Lozada, Jr.)‏ مواليد 4 أبريل 1990 في تيخوانا، هو ملاكم محترف مكسيكي يصنف ضمن فئة وزن الوسط.

## إحصائيات
خاض خلال مسيرته 28 نزالا، فاز في 27 ولم يتعادل وخسر في 1. فاز بالضربة القاضية في 23 نزالا.

## روابط خارجية
- أنطونيو لوزادا جونيور على موقع بوكس ريك (الإنجليزية) (registration required)